# Winnie Markus
Winnie Markus, född 16 maj 1921 i Prag i Tjeckoslovakien, död 8 mars 2002 i München i Tyskland, var en tysk skådespelare. Markus, som filmdebuterade 1939, var verksam som skådespelare fram till 2001. 
Hon började sin skådespelarkarriär i Wien, men kom snabbt att få större uppdrag i Berlin. Hon medverkade i flera underhållningsfilmer och romantikfilmer under det tidiga 1940-talet. 1944 gjorde hon en huvudroll i det romantiska fantasidramat Der verzauberte Tag, vilken förbjöds av den tyska filmcensuren. Under 1950-talet fram till 1960 spelade hon i 10 filmer där hennes motspelare var Rudolf Prack. De flesta var romantiska filmer. I en av sina kändare filmer, det romantiska dramat Djävul i siden från 1956 spelade hon mot Curd Jürgens och Lilli Palmer. Hon tilldelades 1986 det tyska hedersfilmpriset Filmband in Gold.
Under större delen av 1980-talet var hon enbart aktiv som teaterskådespelare. 1989-1993 spelade hon en stor roll i TV-serien Zwei Münchner in Hamburg. Sista rollen för TV gjorde hon 2001.

## Filmografi, urval
- 1942 – Kleine Residenz
- 1942 – Den gudarna älska
- 1947 – Autostrada
- 1947 – Möte på hotell
- 1948 – Morituri
- 1956 – Djävul i siden
- 1957 – Made in Germany